# دوچرخه‌سواری در المپیک تابستانی ۲۰۰۰
دوچرخه‌سواری در بازی‌های المپیک تابستانی ۲۰۰۰ نام رویداد ورزش دوچرخه‌سواری در بازی‌های المپیک تابستانی بود که در سال ۲۰۰۰ برگزار شد.

## دوچرخه‌سواری جاده
| رویداد           | طلا                      | نقره                             | برنز                    |
| رقابت جاده مردان | یان اولریش · آلمان       | الکساندر وینوکوروف · قزاقستان    | آندریاس کلودن · آلمان   |
| تایم تریل مردان  | ویاچسلاف اکیموف · روسیه  | یان اولریش · آلمان               | Vacated                 |
| رقابت جاده زنان  | لئونتین فان مورسل · هلند | هانکا کوپفرناگل · آلمان          | دیانا ژیلیوته · لیتوانی |
| تایم تریل زنان   | لئونتین فان مورسل · هلند | ماری هولدن · ایالات متحده آمریکا | جینی لونگو · فرانسه     |

## دوچرخه‌سواری پیست

### مردان
| رویداد          | طلا                                                                          | نقره                                                                              | برنز                                                                                               |
| کیرین           | فلوریان روسو · فرانسه                                                        | گری نیواند · استرالیا                                                             | ینس فیدلر · آلمان                                                                                  |
| مدیسون          | استرالیا (AUS) · برت آیتکن · اسکات مک‌گروری                                   | بلژیک (BEL) · اتین د ویلده · متیو گیلمور                                          | ایتالیا (ITA) · سیلویو مارتینلو · مارکو ویلا                                                       |
| رقابت امتیازی   | خوان یانراس · اسپانیا                                                        | میلتون وینانتس · اروگوئه                                                          | الکسی مارکوف · روسیه                                                                               |
| تعقیبی انفرادی  | رابرت بارتکو · آلمان                                                         | ینس لمان · آلمان                                                                  | برادلی مک‌گی · استرالیا                                                                             |
| تعقیبی تیمی     | آلمان (GER) · گیدو فولست · رابرت بارتکو · دانیل بکه · ینس لمان · اولاف پولاک | اوکراین (UKR) · سرگی چرنیافسکی · سرگی ماتویف · الکساندر سیموننکو · الکساندر فدنکو | بریتانیای کبیر (GBR) · پل منینگ · کریس نیوتون · برایان استیل · بردلی ویگینز · جان کلای · راب هایلز |
| اسپرینت انفرادی | مارتی نوتستاین · ایالات متحده آمریکا                                         | فلوریان روسو · فرانسه                                                             | ینس فیدلر · آلمان                                                                                  |
| اسپرینت تیمی    | فرانسه (FRA) · فلوریان روسو · آرنو تورنان · لوران گانه                       | بریتانیای کبیر (GBR) · کریس هوی · کریگ مک‌لین · جیسون کوییلی                       | استرالیا (AUS) · گری نیواند · شان ایدی · دارین هیل                                                 |
| تایم تریل       | جیسون کوییلی · بریتانیای کبیر                                                | اشتفان نیمکه · آلمان                                                              | شین کلی · استرالیا                                                                                 |

### زنان
| رویداد        | طلا                      | نقره                                 | برنز                           |
| رقابت امتیازی | آنتونلا بلوتی · ایتالیا  | لئونتین فان مورسل · هلند             | اولگا سلیوساروا · روسیه        |
| تعقیبی        | لئونتین فان مورسل · هلند | ماریون کلینیه · فرانسه               | ایوون مک‌گرگور · بریتانیای کبیر |
| اسپرینت       | فلیسیا بالانژه · فرانسه  | اوکسانا گریشینا (دوچرخه‌سوار) · روسیه | ایرینا یانوویچ · اوکراین       |
| تایم تریل     | فلیسیا بالانژه · فرانسه  | میشل فریس · استرالیا                 | جیانگ سویهوا · چین             |

## دوچرخه‌سواری کوهستان
| رویداد | طلا                   | نقره                   | برنز                       |
| مردان  | میگل مارتینز · فرانسه | فیلیپ مایرهاخه · بلژیک | کریستوف زاوزر · سوئیس      |
| زنان   | پائولا پتزو · ایتالیا | باربارا بلاتر · سوئیس  | مارگاریتا فویانا · اسپانیا |

## جدول مدال‌ها
| رتبه | کشورها                    | طلا | نقره | برنز | مجموع |
| ۱    | فرانسه (FRA)              | ۵   | ۲    | ۱    | ۸     |
| ۲    | آلمان (GER)               | ۳   | ۴    | ۳    | ۱۰    |
| ۳    | هلند (NED)                | ۳   | ۱    | ۰    | ۴     |
| ۴    | ایتالیا (ITA)             | ۲   | ۰    | ۱    | ۳     |
| ۵    | استرالیا (AUS)            | ۱   | ۲    | ۳    | ۶     |
| ۶    | بریتانیای کبیر (GBR)      | ۱   | ۱    | ۲    | ۴     |
| ۶    | روسیه (RUS)               | ۱   | ۱    | ۲    | ۴     |
| ۸    | ایالات متحده آمریکا (USA) | ۱   | ۱    | ۰    | ۲     |
| ۹    | اسپانیا (ESP)             | ۱   | ۰    | ۱    | ۲     |
| ۱۰   | بلژیک (BEL)               | ۰   | ۲    | ۰    | ۲     |
| ۱۱   | سوئیس (SUI)               | ۰   | ۱    | ۱    | ۲     |
| ۱۱   | اوکراین (UKR)             | ۰   | ۱    | ۱    | ۲     |
| ۱۳   | قزاقستان (KAZ)            | ۰   | ۱    | ۰    | ۱     |
| ۱۳   | اروگوئه (URU)             | ۰   | ۱    | ۰    | ۱     |
| ۱۵   | چین (CHN)                 | ۰   | ۰    | ۱    | ۱     |
| ۱۵   | لیتوانی (LTU)             | ۰   | ۰    | ۱    | ۱     |